# Том Фулп
Томас Чарльз Фулп (нар. 30 квітня 1978) — американський програміст, відомий створенням вебсайту Newgrounds і є співзасновником компанії-розробника відеоігор The Behemoth.
Фулпу приписують те, що він назавжди змінив ландшафт Інтернету, започаткувавши сцену браузерних ігор наприкінці 1990-х років, як завдяки випускам його власних флеш-ігор, так і запуску порталу Newgrounds, який став одним із перших сайтів, що дозволив творцям легко ділитися своїми роботами з великою онлайн-аудиторією. Фулп також відомий за своєю роботою зі зберігання браузерних ігор.

## Біографія
Фулп народився і виріс у Перкасі, штат Пенсильванія, 30 квітня 1978 року.
У 1991 році Фулп заснував фан-журнал, присвячений сім'ї консолей Neo Geo від SNK під назвою New Ground і розіслав його випуски приблизно 100 членам клубу, що виник на онлайн-сервісі Prodigy. За допомогою хостингу в 1995 році він запустив сайт під назвою New Ground Remix, який став популярним влітку 1996 року, після того, як Фулп створив BBS-ігри Club a Seal і Assassin, після закінчення середньої школи Пеннріджа. Згодом цей сайт перетворився на Newgrounds.com.
У 1999 році Фулп створив гру Pico's School на Shockwave Flash 3, ще до запуску мови програмування сценаріїв ActionScript, якою користуватимуться подальші розробники Flash-ігор. Гра «демонструвала складність дизайну та відточеність презентації, які до того часу були практично небаченими в аматорській розробці Flash-ігор», і вважається, що вона допомогла започаткувати сцену Flash-ігор та запустити Newgrounds як громадську силу.
Фулп був співавтором флеш-гри Alien Hominid, яку він пізніше розробив для консолей під керівництвом The Behemoth, і консольної гри Castle Crashers.
Фулп отримав нагороду Pioneer на церемонії Game Developers Choice Awards 2021 за створення сайту Newgrounds і за те, що став першопрохідцем у розробці флеш ігор на Macromedia Flash, які допомогли визначити покоління інді-розробників.

## Відеоігри
- Pico's School (1999)
- Alien Hominid (2002)
- Castle Crashers (2008)
- The Room Tribute (2010)
- Театр BattleBlock (2013)
- Pit People (2018)